# Okiek (peuple)
Pour les articles homonymes, voir Okiek.

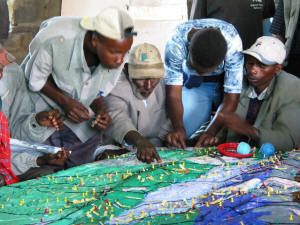
Peuples Ogiek localisant leurs connaissances spatiales traditionnelles sur un modèle 3D participatif, Nessuit, complexe forestier de Mau, Kenya

Les Okiek sont une population d'Afrique de l'Est vivant au centre-ouest du Kenya. Quelques communautés vivent également en Tanzanie. Ils font partie du groupe Kalenjin.

## Ethnonymie
Selon les sources et le contexte, on observe différentes formes : Agiek, Akiek, Andorobo, Asa, Athie, Athi, Dorobo, Dorobos, Il Torobbo, 
Nderobo, Ndorobbo, Ndorobo, Ogiek, Okieks, Ouanderobo, Torobbo, Torobo, Wanderobo, Wandorobo.

## Langues
Ils parlent plusieurs langues okiek qui font partie des langues kalenjin. Au Kenya le nombre de locuteurs était estimé à 42 000 en 2006.